# 1990 en sport
Cet article présente les faits marquants de l'année 1990 en sport.

## Automobile
- Carlos Sainz remporte le Championnat du monde des Rallyes 1990.
- 25 janvier : Didier Auriol gagne le Rallye Monte-Carlo.
- 21 octobre : pour l'avant-dernier Grand Prix de la saison à Suzuka, Ayrton Senna — qui sait qu'il peut remporter le titre si aucun des deux pilotes ne marquent de point au cours de cette épreuve — percute à pleine vitesse la Ferrari de son rival Alain Prost dès le premier virage. Les deux pilotes se retrouvent hors course. Mais, cette manœuvre dangereuse n'est pas sanctionnée et le pilote brésilien est sacré champion du monde, au volant d'une McLaren-Honda.

## Baseball
- Finale du championnat de France : Paris UC bat Savigny.
- Les Cincinnati Reds remportent les World Series face aux Oakland Athletics.

## Basket-ball
- 19 avril : Split s'impose en finale de la Coupe d'Europe face à Barcelone, 72-67.
- CSP Limoges est champion de France.
- NBA : les Detroit Pistons sont champion NBA face aux Portland Blazers.

## Cyclisme
- 8 avril : le Belge Eddy Planckaert s’impose sur Paris-Roubaix.
- 15 mai : l’Italien Marco Giovannetti remporte le Tour d’Espagne.
- 11 juin : l’Italien Gianni Bugno remporte le Tour d’Italie devant Charly Mottet.
- 22 juillet : l’Américain Greg LeMond remporte le Tour de France devant Claudio Chiappucci et Erik Breukink.
  - Article détaillé : Tour de France 1990
- Le Belge Rudy Dhaenens remporte le Championnat du monde sur route en ligne.

## Équitation
- Première édition des Jeux équestres mondiaux à Stockholm en Suède :
  - Saut d'obstacles individuel : Éric Navet et Quito de Baussy Hts de Seine (France).
  - Saut d'obstacles par équipe : France
  - Complet individuel : Blyth Tait et Messiah (Nouvelle-Zélande)
  - Complet par équipe : Nouvelle-Zélande
  - Dressage individuel : Nicole Uphoff et Rembrandt (Allemagne)
  - Dressage par équipe : Allemagne

## Football
- 12 mai : l’Olympique de Marseille est champion de France.
- 16 mai : la Juventus gagne la Coupe de l’UEFA.
- 23 mai : le Milan AC s’impose en finale de la Coupe d’Europe des clubs champions contre le Benfica Lisbonne, 1-0.
- 2 juin : Montpellier remporte la Coupe de France.
- L'Allemagne de l'Ouest remporte la Coupe du monde de football.
  - Article de fond : Coupe du monde de football 1990
- La Berrichonne de Châteauroux obtient le statut professionnel.
- 16 mars : l’Algérie remporte la CAN.

## Football américain
- 28 janvier : les San Francisco 49ers remportent le Super Bowl XXIV face aux Denver Broncos, 55-10. Article détaillé : Saison NFL 1989.
- Finale du championnat de France : Argonautes Aix bat Castors Paris.
- Eurobowl IV : Manchester Spartans (Angleterre) 27, Legnago Frogs (Italie) 23.

## Golf
- Mai, Masters : victoire de Nick Faldo
- Juin, US Open : victoire de Hale Irwin
- Juillet, British Open : victoire de Nick Faldo
- Août, PGA Championship : victoire de Wayne Grady

## Hockey sur glace
- Coupe Magnus : Rouen champion de France.
- Lugano champion de Suisse.
- L’Union soviétique remporte le championnat du monde.
- Le CSKA moscou remporte la Coupe d'Europe des clubs champions.

### Ligue nationale de hockey
- Les Oilers d'Edmonton remportent la Coupe Stanley.
- Le 41e Match des étoiles a lieu à Pittsburgh au Civic Arena.

## Jeux olympiques
- 18 septembre : Atlanta est désignée pour recevoir les Jeux olympiques d'été de 1996.

## Moto
- Vitesse
  - 500 cm3 : Wayne Rainey (États-Unis) champion du monde en 500 cm3 sur une Yamaha.
  - 250 cm3 : John Kocinski (États-Unis) champion du monde en 250 cm3 sur une Yamaha.
  - 125 cm3 : Loris Capirossi champion du monde en 125 cm3 sur une Honda.
- Endurance
  - 21 - 22 avril : Honda gagne les 24 heures du Mans moto avec l'équipage Viera, Mattioli et Mertens.
  - 22 - 23 septembre : Honda gagne le Bol d'or avec l'équipage Viera, Mattioli et Mertens. Accident dans la ligne droite du mistral : 2 morts
- Moto-cross
  - 500 cm3 : Eric Geboers (Belgique) est champion de monde en 500 cm3 sur une Honda.
  - 250 cm3 : Alessandro Puzar (Italie) est champion de monde en 250 cm3 sur une Suzuki.
  - 125 cm3 : Donnie Schmit (États-Unis) est champion de monde en 125 cm3 sur une Suzuki.

## Rugby à XIII
- 20 mai : à Narbonne, Saint-Estève remporte le Championnat de France face à Carcassonne 24-23.
- 27 mai : à Albi, Carcassonne remporte la Coupe de France face à Saint-Estève 22-8.

## Rugby à XV
- 17 mars : l’Écosse signe un Grand Chelem dans le Tournoi.
  - Article détaillé : Tournoi des cinq nations 1990
- 26 mai : le Racing club de France est champion de France.

## Ski alpin
- Coupe du monde
  - Le Suisse Pirmin Zurbriggen remporte le classement général de la Coupe du monde.
  - L'Autrichienne Petra Kronberger remporte le classement général de la Coupe du monde féminine.

## Tennis
- 19 février : Pete Sampras remporte le premier tournoi de sa carrière en battant en finale du tournoi de Philadelphie (Pennsylvanie) l'Équatorien Andrés Gómez sur le score de 7-6 7-5 6-2.

- Open d'Australie : Ivan Lendl gagne le tournoi masculin, Steffi Graf s'impose chez les féminines.
- Tournoi de Roland-Garros : Andrés Gómez remporte le tournoi masculin, Monica Seles gagne dans le tableau féminin.
- Tournoi de Wimbledon : Stefan Edberg gagne le tournoi masculin, Martina Navrátilová s'impose chez les féminines.
- US Open : Pete Sampras gagne le tournoi masculin, Gabriela Sabatini gagne chez les féminines.
- Les États-Unis gagne la Coupe Davis face à l'Australie en finale (3-2).
  - Article détaillé : Coupe Davis 1990

## Voile
- 16 mars : Titouan Lamazou remporte la première édition du Vendée Globe, tour du monde en solitaire sans escale, en 109 j 8 h 45 min, sur le monocoques IMOCA Écureuil d'Aquitaine II[1].

## Volley-ball
- L'Italie remporte la première édition de la Ligue mondiale, en battant en finale les Pays-Bas.

## Naissances
- 1er janvier : Joseph Tchao Kokou, footballeur.
- 7 janvier : Gregor Schlierenzauer, sauteur à ski autrichien.
- 10 janvier : Mario Innauer, sauteur à ski autrichien.
- 19 mars : Antoine Valois-Fortier, judoka canadien.
- 27 mars : Nicolas N'Koulou, footballeur camerounais.
- 14 avril :
  - Arianna Fontana, patineuse de short-track italienne, médaille de bronze en relais sur 3 000 m aux Jeux olympiques d'hiver de 2006
  - Adrian Barath, joueur de cricket trinidadien, international avec l'équipe des Indes occidentales
- 20 avril : Audrey Tcheuméo, judoka française, championne du monde en 2011, médaillée de bronze aux Jeux olympiques de Londres et d'argent aux Jeux olympiques de Rio.
- 29 avril : Laure Fournier, judoka franco-britannique et championne du monde de sambo en 2018.
- 12 mai : Bautista Guemes, joueur argentin de rugby à XV.
- 24 mai : Joey Logano, pilote automobile (NASCAR) américain.
- 26 mai : Umar Akmal, international pakistanais de cricket.
- 11 juin : Christophe Lemaitre, athlète français.
- 11 juillet : Caroline Wozniacki, joueuse de tennis danoise.
- 3 août : Florent Urani, judoka français.
- 27 août : Loïc Pietri, judoka français, champion du monde en 2013.
- 28 août : Bojan Krkić, footballeur espagnol d'origine serbe
- 19 septembre :
  - Evgeny Novikov, pilote automobile (Rallye) russe.
  - Josuha Guilavogui, footballeur français.
- 29 septembre : Jaber Zayani, boxeur professionnel français.
- 21 octobre : Ricard Rubio, basketteur espagnol.
- 12 novembre : Florent Manaudou, nageur français.
- 23 décembre : Brice Dja Djédjé, footballeur ivoirien.
- 28 décembre : Sadio Diallo, footballeur gabonais.

## Décès
- 21 mars : Lev Yachine, 60 ans, footballeur russe, légendaire gardien de but de l'équipe d'Union soviétique. (° 22 octobre 1929).
- 21 décembre : Edmond Delfour, 83 ans, joueur, puis entraîneur, français de football. (° 1er novembre 1907).